# 2010 EU65
2010 EU65, também escrito como 2010 EU65, é um corpo celeste que é classificado como um centauro. Ele possui uma magnitude absoluta de 9,1 e tem um diâmetro estimado de cerca de 67 km.

## Descoberta
2010 EU65 foi descoberto no dia 13 de março de 2010, pelos astrônomos D. L. Rabinowitz e S. Tourtellotte.

## Órbita
A órbita de 2010 EU65 tem uma excentricidade de 0,054 e possui um semieixo maior de 19,204 UA. O seu periélio leva o mesmo a uma distância de 18,167 UA em relação ao Sol e seu afélio a 20,241 UA.